# Eduardo De Martino

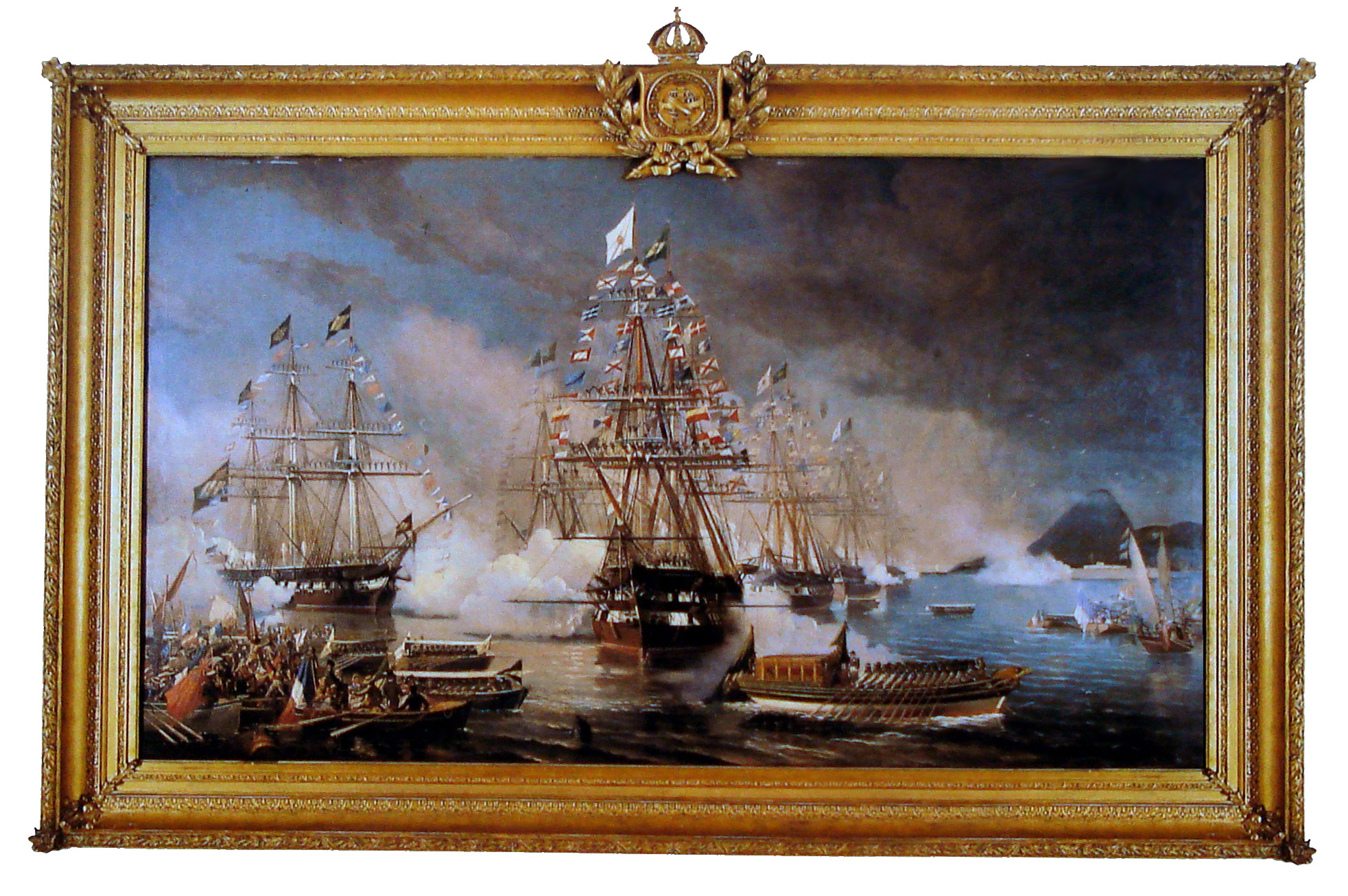
Fragata Constituição, Museu Histórico Nacional

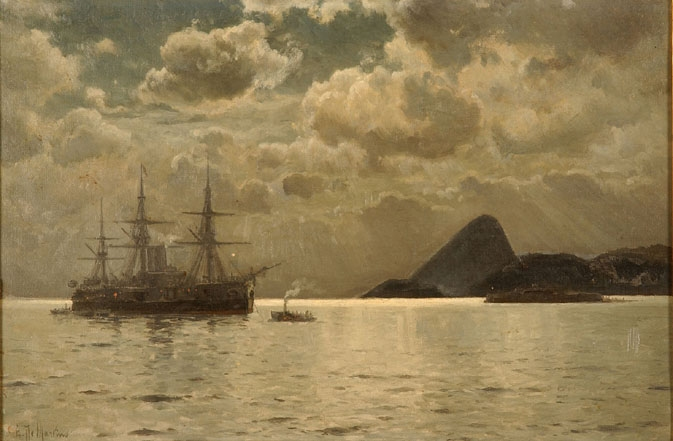
Vista do Rio à Noite, Museu da Casa Brasileira

Edoardo De Martino (Meta, 1838 - Londres, 1912) foi um pintor italiano.
Na década de 1840, estuda na Escola Naval de Nápoles, cidade na qual mantém contato com Giacinto Gigante (1806-1876) - pintor ligado à Escola de Posillipo. De Martino atua como oficial da Marinha de guerra italiana de 1849 a 1855, mudando-se posteriormente para Montevidéu.
Do Uruguai, Eduardo parte rumo ao Brasil em 1868, fixando-se no Rio de Janeiro. Viaja para Porto Alegre para divulgar suas obras e ministra aulas de pintura para Telles Júnior. Por ocasião da Guerra do Paraguai, foi encarregado por Dom Pedro II, na condição de pintor oficial, do registro dos feitos militares brasileiros, tendo assistido a várias batalhas, entre elas a de Humaitá.
Apresenta-se na Exposição Geral de Belas Artes em 1870 com diversas obras, sendo premiado com a medalha de ouro. É eleito membro correspondente da Academia Imperial de Belas Artes em 1871. Quatro anos depois, muda-se para Londres, onde será nomeado pintor de marinhas da corte inglesa em 1895. Foi um artista bastante prolixo, realizando, ao longo de sua trajetória, uma quantidade considerável de paisagens, marinhas e pinturas de combates navais.